# Ipirá (ort)
Ipirá är en ort i Brasilien.   Den ligger i kommunen Ipirá och delstaten Bahia, i den östra delen av landet, 1 000 km öster om huvudstaden Brasília. Ipirá ligger 331 meter över havet och antalet invånare är 27 217.
Terrängen runt Ipirá är platt åt sydväst, men åt nordost är den kuperad. Det finns inga andra samhällen i närheten.
Omgivningarna runt Ipirá är huvudsakligen savann. Runt Ipirá är det glesbefolkat, med 20 invånare per kvadratkilometer.